# Comuna Zamihiv, Nova Ușîțea
Zamihiv (în ucraineană Заміхів) este o comună în raionul Nova Ușîțea, regiunea Hmelnîțkîi, Ucraina, formată din satele Jabînți, Vîselok și Zamihiv (reședința).

## Demografie
Componența lingvistică a comunei Zamihiv
     Ucraineană (98,47%)
     Rusă (1,38%)
     Alte limbi (0,08%)
Conform recensământului din 2001, majoritatea populației comunei Zamihiv era vorbitoare de ucraineană (98,47%), existând în minoritate și vorbitori de rusă (1,38%).